# Blancpain Endurance Series
Blancpain Endurance Series – europejska seria wyścigów GT, powstała z inicjatywy Stéphane Ratel Organisation i  Królewskiego Automobil Klubu Belgii jako wyścigi Grand tourer. W tych mistrzostwach uczestniczą trzy kategorie pojazdów, w Blancpain Endurance Series walczyły trzy rodzaje pojazdów GT – Pro Cup, Pro-Am Cup oraz Gentelmen Trophy. Dystans ten w tych mistrzostwach składa się z  wyścigów trwających 3 godziny.  W kalendarzu tej serii jest także wyścig 24h Spa-Francorchamps.

## Historia
W 2010 roku SRO i  Królewski Automobil Klubu Belgii zdecydowali o tym, że powstanie seria o formacie takim jak FIA GT Championship, która rok wcześniej została zlikwidowana. W pierwszym sezonie tej serii była klasa GT4, którą postanowiono znieść w sezonie 2012. Od 2014 roku istnieje także Blancpain Sprint Series.

## Wyścigi
| Wyścig                | Tor                          |
| --------------------- | ---------------------------- |
| 3h Monza              | Autodromo Nazionale di Monza |
| 3h Silverstone        | Silverstone Circuit          |
| 6h Paul Riccard       | Paul Ricard                  |
| 24h Spa-Francorchamps | Circuit de Spa-Francorchamps |
| 3h Nürburgring        | Nürburgring                  |

## Poprzednie wyścigi
| Wyścig         | Tor                           |
| -------------- | ----------------------------- |
| 3h Magny-Cours | Circuit de Nevers Magny-Cours |
| 3h Jarama      | Circuito del Jarama           |
| 3h Navarra     | Circuito de Navarra           |

## Zwycięzcy sezonów Blancpain Endurance Series

### Kierowcy
| Sezon | GT3 Pro                                             | GT3 Pro/Am                    | GT3 Gentlemen                                               | GT4                                           |
| ----- | --------------------------------------------------- | ----------------------------- | ----------------------------------------------------------- | --------------------------------------------- |
| 2011  | Gregory Franchi                                     | Louis Machiels Niek Hommerson | Georges Cabannes                                            | Alex Buncombe Jordan Tresson Christopher Ward |
| 2012  | Christopher Haase Stéphane Ortelli Christopher Mies | Louis Machiels Niek Hommerson | Robert Hissom Pierre Hirschi                                | Brak                                          |
| 2013  | Maximilian Buhk                                     | Lucas Ordóñez                 | Jean-Luc Beaubélique Patrice Goueslard Jean-Luc Blanchemain | Brak                                          |
| 2014  | Laurens Vanthoor                                    | Andrea Rizzoli Stefano Gai    | Peter Mann Francisco Guedes                                 | Brak                                          |
| 2015  | Alex Buncombe Katsumasa Chiyo Wolfgang Reip         | Duncan Cameron Matt Griffin   | Ian Loggie Julian Westwood                                  | Brak                                          |

### Zespoły
| Sezon | GT3 Pro                    | GT3 Pro/Am                 | GT3 Gentlemen               | GT4            |
| ----- | -------------------------- | -------------------------- | --------------------------- | -------------- |
| 2011  | Belgian Audi Club          | Vita4One                   | Ruffier Racing              | RJN Motorsport |
| 2012  | Belgian Audi Club Team WRT | AF Corse                   | Sainteloc Racing            | Brak           |
| 2013  | Marc VDS Racing Team       | Nissan GT Academy Team RJN | SOFREV Auto Sport Promotion | Brak           |
| 2014  | Belgian Audi Club Team WRT | Scuderia Villorba Corse    | AF Corse                    | Brak           |
| 2015  | Belgian Audi Club Team WRT | AF Corse                   | AKKA ASP                    | Brak           |